# Tervo
Tervo är en kommun i landskapet Norra Savolax i Finland. Tervo har 1 479 invånare (2021), på en yta av 494,3 km².
Tervo är enspråkigt finskt.

## Politik

### Mandatfördelning i Tervo kommun, valen 1976–2021
| 5 | 2 | 1 | 10 | 1 | 2 |

| 4 | 1 | 3 | 10 | 1 | 2 |

| 3 | 1 | 3 | 12 | 2 |

| 2 | 1 | 3 | 13 | 2 |

| 3 | 2 | 2 | 12 | 2 |

| 2 | 2 | 1 | 13 | 3 |

| 2 | 3 | 13 | 1 | 2 |

| 2 | 13 | 2 |

| 10 | 7 |

| 4 | 11 | 2 |

| 9 | 8 |

| 2 | 4 | 9 | 2 |

| 12 | 5 |

| 2 | 2 | 10 | 3 |

| 8 | 9 |

| 1 | 3 | 10 | 1 | 2 |

| 11 | 6 |

## Befolkningsutveckling
| Befolkningsutvecklingen i Tervo kommun 1975–2020                                                             | Befolkningsutvecklingen i Tervo kommun 1975–2020 | Befolkningsutvecklingen i Tervo kommun 1975–2020 | Befolkningsutvecklingen i Tervo kommun 1975–2020 | Befolkningsutvecklingen i Tervo kommun 1975–2020 |
| --- | ------------------------------------------------ | ------------------------------------------------ | ------------------------------------------------ | ------------------------------------------------ |
| |                                                  |                                                  |                                                  |                                                  |
| År |                                                  |                                                  | Folkmängd                                        |                                                  |
| 1975 | 1975                                             |                                                  | 2 574                                            |                                                  |
| 1980 | 1980                                             |                                                  | 2 363                                            |                                                  |
| 1985 | 1985                                             |                                                  | 2 305                                            |                                                  |
| 1990 | 1990                                             |                                                  | 2 232                                            |                                                  |
| 1995 | 1995                                             |                                                  | 2 129                                            |                                                  |
| 2000 | 2000                                             |                                                  | 1 994                                            |                                                  |
| 2005 | 2005                                             |                                                  | 1 835                                            |                                                  |
| 2010 | 2010                                             |                                                  | 1 706                                            |                                                  |
| 2015 | 2015                                             |                                                  | 1 608                                            |                                                  |
| 2020 | 2020                                             |                                                  | 1 503                                            |                                                  |
| Anm: Uppgifterna avser förhållandena den 31 december nämnda år enligt områdesindelningen den 1 januari 2022. |                                                  |                                                  |                                                  |                                                  |